# Matrimonio igualitario en Suazilandia
Suazilandia no reconoce el matrimonio igualitario ni las uniones civiles. 

## Historia legal

### Antecedentes
Las relaciones sexuales entre personas del mismo sexo están prohibidas en Suazilandia según el derecho consuetudinario romano-neerlandés. Si bien el ministro de Justicia ha declarado reiteradamente que su política es no procesar a los adultos que consienten, la discriminación y el abuso «afectan gravemente la vida de las personas LGBT en Suazilandia». activistas de la Organización de Apoyo al SIDA de Esuatini denunciaron que muchas personas LGBT se veían obligadas a contraer matrimonios de conveniencia con personas de distinto sexo porque «no se les permite casarse con personas del mismo sexo».
Ese mismo año, una pareja de lesbianas, Pitseng Vilakati y Thuli Rudd, se comprometieron públicamente en una ceremonia celebrada en Manzini. La pareja acaparó rápidamente titulares y atrajo una importante cobertura mediática. Hubo una reacción pública masiva que fue «hostil, insultante y profundamente irrespetuosa».

### Restricciones
La legislación de Suazilandia no reconoce los matrimonios igualitarios. La Ley de Matrimonio de 1964 no prohíbe expresamente los matrimonios entre personas del mismo sexo ni contiene una definición de matrimonio. Sin embargo, generalmente se refiere a los cónyuges casados como «novio» y «novia». Además de los matrimonios civiles realizados conforme a esta ley, los matrimonios consuetudinarios son reconocidos mediante el derecho tradicional suazi no escrito, permitiendo los matrimonios polígamos. La Constitución de Suazilandia no aborda explícitamente los matrimonios entre personas del mismo sexo. El artículo 27(1) establece: «Los hombres y mujeres en edad nupcial tienen derecho a casarse y fundar una familia».
El abogado de derechos humanos Sibusiso Nhlabatsi ha argumentado que este artículo prohíbe constitucionalmente el matrimonio entre personas del mismo sexo; sin embargo, su redacción no ha sido impugnada ante los tribunales. Nhlabatsi ha instado a los activistas a impugnar las leyes: «la comunidad LGBTI debería impulsar la enmienda de la Constitución para que se les conceda la debida consideración».
En mayo de 2022, un portavoz del Partido Comunista de Suazilandia, prohibido por el rey Mswati III en 2011, criticó la oposición del gobierno a los derechos LGBT. También acusó al gobierno de «ocultar la verdad, ya que la sociedad suazi progresista ha aceptado desde hace tiempo a la comunidad LGBTI, pero es la autocracia de Mswati la que se niega a aceptarlos como seres humanos».

## Prácticas religiosas
En 2015, el Sínodo General de la Iglesia Reformada Holandesa votó por mayoría del 64% para reconocer los matrimonios entre personas del mismo sexo, bendecir las relaciones de parejas del mismo sexo y permitir a ministros y clérigos homosexuales (sin exigirles el celibato). La decisión se aplicó a 9 de los 10 sínodos; incluyendo al Sínodo Oriental, que abarca todo Suazilandia. La decisión causó reacciones negativas y objeciones, lo que resultó en su revocación un año después. Una docena de miembros de la iglesia llevaron a la denominación a los tribunales para restablecer la decisión de 2015. En 2019, el Tribunal Superior de Gateung del Norte revocó la decisión, dictaminando que si bien las organizaciones religiosas tienen la libertad para definir el matrimonio, la decisión de 2016 no se tomó de acuerdo con el propio proceso adecuado de la iglesia.
En 2016, el sínodo de la Iglesia Anglicana de África Meridional votó en contra de bendecir las uniones del mismo sexo. Esta decisión dividió a la iglesia, con varias diócesis que decidieron avanzar con la bendición de dichas relaciones. La sede en Suazilandia de la Iglesia católica se opone al matrimonio igualitario y prohíbe a sus sacerdotes oficiar tales uniones. Sin embargo, en diciembre de 2023, la Santa Sede publicó Fiducia supplicans, una declaración que permite a los sacerdotes católicos bendecir a parejas no consideradas casadas según la doctrina católica, incluyendo a las del mismo sexo.